# Hiouchi (Kalifornija)
Hiouchi je naseljeno područje za statističke svrhe u američkoj saveznoj državi Kalifornija. Prema popisu stanovništva iz 2010. u njemu je živjelo 301 stanovnika.